# Bartosz Kowalski-Banasewicz
Bartosz Kowalski-Banasewicz (Pseudonym: Bartmuz; * 7. März 1977 in Warschau) ist ein polnischer Komponist.
Kowalski lernte Musik im Staatlichen Musikgymnasium in Warschau bei Sławomir Czarnecki und studierte an der Musikakademie Warschau bei Marian Borkowski. Es folgten ein Aufbaustudium in den Fächern Film- und Computermusik und audiovisuelle Kunst an der Musikakademie Lódź bei Krzesimir Dębski, Zygmunt Konieczny, Krzysztof Knittel, Maciej Zieliński und Włodek Pawlik und der Besuch von Workshops Matias Hermans und Marek Chołoniewskis an der Musikhochschule Stuttgart. 2010 erhielt er den Doktortitel im Fach Musik und begann, als Assistenzprofessor an der Fryderyk-Chopin-Universität für Musik zu unterrichten.
Unter den etwa einhundert Kompositionen Kowalskis finden sich neben Kammermusik eine erhebliche Anzahl von sinfonischen und Chorwerken sowie Filmmusiken. Mehrfach war er Preisträger des Komponistenwettbewerbs Musica Sacra (1997, 1998, 2000, 2002, 2005, 2012), außerdem erhielt er auch Preise beim Thadeusz-Baird- und beim Kazimierz-Serocki-Wettbewerb. 1997 und 2006 war er Stipendiat des polnischen Kulturministeriums, 2005 der ZAiKS und in der Saison 2012–13 Composer in Residence der Filharmonia Świętokrzyska in Kielce.

## Werke
- Kwartet smyczkowy nr 1 (1996)
- Trzeci Błękit für Cello und Klavier (1996)
- Cztery utwory für Harfe (1996)
- Tchnienie wiosny für Streichorchester (1997)
- Impresja für Violine und Klavier (1997)
- Pastorałki für Blockflötenensemble (1997)
- Tam gdzie kończy się tęcza für Oboe, Klarinette, Horn und Fagott (1997)
- Domine Deus für gemischten Chor (1997)
- Zdrowaś Mario für gemischten Chor (1997)
- Domine Jesu für gemischten Chor (1997)
- Zakochany cieńfür Viola und Kontrabass (1998)
- Oddech Kosmosu für Tonband (1998)
- Amen für gemischten Chor (1999)
- Studium Przestrzeni für großes Streichorchester (1999)
- Moment für Streicher (1999)
- Etiuda für Klavierquintett (1999)
- Dialog für zwei Tubas (1999)
- Sanctus Dominus Deus Sabaoth für gemischten Chor (2000)
- Ciebie Boże wysławiamy für gemischten Chor (2000)
- Si-La für drei Klarinetten (2000)
- Kontrsymetrie für vier Perkussionisten (2000)
- Cantabile für Klarinette solo (2000)
- Etiuda koncertowa für Klavier (2001)
- Kwintet für Blasinstrumente (2001)
- Lacrimosa für gemischten Chor (2001)
- Sny o przeobrażeniach materii für Tonband (2001)
- Continuum für kleines Streichorchester (2001)
- Epizod für Sinfonieorchester (2001)
- Kwartet smyczkowy nr 2 (2001)
- Atmosfery für Tonband (2001)
- Kwartludium I für Violine, Bassklarinette, Marimba und Klavier (2002)
- Symfonia okręgów für Sinfonieorchester (2002)
- Soul of the Old Machines für Tonband (2002)
- Przeistoczenia für Tonband (2002)
- Kwartludium II für Violine, Bassklarinette, Marimba und Klavier (2002)
- Krople wspomnień na pajęczej sieci czasu für Klavier (2002)
- Musik zum Film Jestem von Sławomir Bergański (2002)
- Ave Maria für gemischten Chor (2003)
- Fanfarodia für Kammerorchester (2003)
- Dies Irae per coro ed orchestra (2003)
- Stadium for piano and string quartet (2003)
- Musik zum Film Odbicie von Anna Sujka (2003)
- Kwartludium III für Violine, Bassklarinette, Marimba und Klavier (2004)
- Kwartet smyczkowy nr 3 „Quarthesis“ (2004)
- Barwy podhalańskie für Blechbläserquintett (2004)
- Suita kolędiana für Chor und Kammerorchester (2004)
- Musik zum Film Rysy von Alicja Pahl (2004)
- The Study of Space II für Streichorchester (2005)
- Crucifixus et Resurrexit für gemischten Chor (2005)
- Constellations für zwei Marimbas und Elektronik (2005)
- Fanfara Jubileuszowa ZKP für Blechbläserensemble und Perkussion (2005)
- Światłość für Chor nach Worten von Barbara Czerwonka (2005)
- Sploty chaosu für zwei Klaviere (2005)
- Kum i Kuma für Chor (2005)
- Tkaninus für Kammerorchester (2006)
- Recordare für Chor und Sinfonieorchester (2006)
- Gdzie jest kot für Frauenchor (2006)
- Symfonia nr 2 (2006)
- Czwarty Błękit für Cello und Klavier (2006)
- Gniew Wiatru für Saxophon und kleines Orchester (2006)
- Symmetric Visions für Orchester (2006)
- Crubleled Music für Orchester (2006)
- Sonata Milanowska, Musik zur 50. Episode der Serie Egzamin z życia (2006)
- Z oddali für Trompete, Orgel und Perkussion (2006)
- Brass Concerto für Bläserquintett und Sinfonieorchester (2007)
- Trofonic für kleine Trompete und Tonband (2007)
- Micro-Circulation für Violine, Bassklarinette, Marimba und Klavier (2007)
- Exanastasis für Violinorchester (2007)
- Wojtyliana für Chor, Orchester und Solisten (2007)
- Jubilate Deo für Chor und Orchester (2008)
- Wojtyliana II für Chor a cappella (2008)
- Mała polska muzyka für Streichorchester (2008)
- Improfonium I, kontrollierte Improvisation für Instrumentalensemble (2008)
- Dziwnotwór für Cello, Klavier und Rezitator (2008)
- Constellations II für zwei Perkussionisten und Elektronik (2008)
- Cantabile II für Klarinette und Beat-Box (2008)
- Kornetyzacje für Kornett und Elektronik (2008)
- Cyganeczka (pieśń kurpiowska) für Chor (2009)
- Jubilate Deo II, Version für Chor, zwei Klaviere, Perkussion und Kornett (2010)
- Stadium II für Klavier, Perkussion und Streichorchester (2010)
- Mały koncert polski für Violine und Streichorchester (2010)
- The Final Exodus für zehn Klaviere und Orchester (2010)
- Mindscape für Orchester, Solisten und Elektronik (2010)
- Piąty błękit für Cello und Akkordeon (2010)
- Klawitiuda für Cembalo (2010)
- Moment für Trompete solo (2011)
- Waltoriana für Horn solo (2011)
- Vice Versa für drei Flöten und Kontrabass (2011)
- Etnia für Fiedel, Hackbrett, Perkussion und Streichorchester (2011)
- Circles on the Water für Cembalo und Streicher (2011)
- Circles on the Water II für Harfe, Klavier und Streichquartett (2011)
- Breaking Through the Silence für Sinfonieorchester (2011)
- Uwerturka für Kammerorchester (2011)
- Strumienie für Harfe, Kontrabass und elektronische Medien (2011)
- Musik zum Film Błąd atrybucji von Łukasz Mejlon (2011)
- Musik zum Film Noc Kuglarzy von Małgorzata Kałużyńska (2012)
- Musik zum Film Biec w stronę Ty von Hanna Brulińska (2012)
- Duality Concertino für Trompete, Tuba und Orchester (2012)
- Prismatic Shapes für Streichorchester (2012)
- Rex Mundi für Chor, Streicher und Perkussion (2012)
- Gniew Wiatru für Saxophon und Orchester (2012)
- Rex tremendae maiestatis für Chor (2012)
- Etnia II für Solocello und Kammerorchester (2012)
- Contra tempus für Barockinstrumentalensemble (2013)